# عاكسية
العاكِسِيَّة أو الوضاءة أو البياض أو النصوع (بالإنجليزية: Albedo)‏ هي قدرة جسم ما على عكس الضوء الساقط عليه من مصدر ضوئي كالشمس. وهو مصلح أكثر خاصية من الانعكاسية reflectivity، فتعرف العاكسية بأنها قدرة الجسم على عكس «كافة» الأشعة الكهرومغناطيسية على اختلاف طول موجتها. تعطى العاكسية كرقم بلا وحدات، فهي النسبة بين الأشعة المنعكسة على سطح إلى الأشعة الساقطة عليه (أي أن العاكسية Albedo 0,9 تعادل 90 % لانعكاس الأشعة من على سطحه).
أول من أدخل هذا التعريف هو يوهان لامبرت سنة 1760 في موضوع حول البصريات.
تعدّ العاكسية هامة في علم الفلك وعلم المناخ ورسوم الحاسوب والمحاكاة بالحاسوب. فيعبر عن العاكسية في علم المناخ بنسبة مئوية وتعتمد قيمته على تردد الشعاع المعتبر. وبشكل عام يعتمد العاكسية على اتجاه وتوزع الشعاع القادم. والاستثناء هو سطح لامبرتيان (بالإنجليزية: Lambertian)‏ والتي تبعثر كافة الأشعة القادمة على شكل منحنى الجيب. لذلك لا يعتمد العاكسية على توزع الشعاع القادم.
وتتطلب بعض حالات تحديد خواص التبعثر إيجاد دالة توزع معامل الانعكاس ثنائي الاتجاه على الرغم من أن العاكسية يعطي نتائج أولية جيدة.

نسبة أشعة الشمس المنعكسة تحت تأثير ظروف مختلفة للأرض

## العاكسية الأرضية
| السطح                   | النوعي العاكسية     |
| ----------------------- | ------------------- |
| أسفلت جديد              | 0.04                |
| أسفلت قديم              | 0.12                |
| غابات صنوبرية (الصيف)   | 0.08, 0.09 إلى 0.15 |
| أوراق الأشجار المتساقطة | 0.15 to 0.18        |
| تربة جرداء              | 0.17                |
| عشب أخضر                | 0.25                |
| رمال صحراوية            | 0.40                |
| بتون جديد               | 0.55                |
| جليد المحيط             | 0.5–0.7             |
| ثلج جديد                | 0.80–0.90           |

تتراوح قيمة العاكسية لمادة ما في الضوء المرئي بين قيمة 0.9 للثلج الجديد و0.04 للفحم الحجري وهو واحد من أكثر المواد سوادًا. وتصل قيمة العاكسية لـ الجسم الأسود إلى الصفر. تختلف قيمة العاكسية على سطح الأرض تبعًا للتضاريس، فمثلًا قيمة عاكسية المحيط منخفضة وكذلك بالنسبة للغابات بينما تملك الصحراء قيمة من أعلى قيم العاكسية في المناطق المختلفة. تتراوح قيمة العاكسية على سطح الكرة الأرضية بين 0.1 و 0.4 وتبلغ قيمة متوسط العاكسية لكوكب الأرض حوالي 0.3 وهو أعلى بكثير من قيمة عاكسية المحيط المكون الأساسي للأرض بسبب مساهمة الغيوم برفع القيمة.
لقد غيرت النشاطات الإنسانية في العديد من المناطق حول الأرض من قيمة العاكسية (على سبيل المثال تدمير الغابات) وتعيين قيمة التغير تكون صعبة نوعًا ما.
يعدّ تأثير الحرارة على عاكسية الثلج مثال تقليدي على العاكسية، فإذا غطى الثلج منطقة ما ثم ارتفعت الحرارة بشكل أدى إلى ذوبان الثلوج فإن العاكسية ستتأثر وبتناقص، بسبب الامتصاص الأكبر لأشعة الشمس وازدياد درجة الحرارة. والعكس صحيح في حالة حدوث دورة تبريد. تعتمد كثافة أثر العاكسية على مدى تغير العاكسية وكمية الأشعاع الشمسي. لذلك تعدّ المناطق المدارية ذات القيمة الأعلى للبياض (العاكسية).
عادة يتم تحديد العاكسية عن طريق معرفة الامتصاص الأرضي بواسطة أجهزة استشعار ملحقة بالأقمار الصناعية، مثل تلك المركبة على القمرين تيرا Terra وأكوا Aqua.
يتعلق متوسط درجة الحرارة على سطح الأرض بدرجة العاكسية والاحتباس الحراري، وتبلغ متوسط درجة الحرارة على الأرض حوالي 15 درجة مئوية. تكون القيمة للكواكب المتجمدة (ذات نسبة انعكاس عالية) حوالي - 40 درجة مئوية.

### عاكسية السماء البيضاء والسماء المظلمة
تبين أن درجة العاكسية في العديد من التطبيقات الأرضية ترتبط زاوية سمت الرأس الشمسية [الإنجليزية] {\displaystyle \theta _{i}}.
يشار أحيانًا إلى اتجاه الانعكاس الكروي بعاكسية السماء السوداء والانعكاس الكروي العكسي بعاكسية السماء البيضاء. وتعدّ هاتين المركبتين مهمتين فهما تمكننا من حساب العاكسية في أي ظروف إضاءة عن طريق معرفة خصائص الأساسية للسطح.

## العاكسية الفلكية
يمكننا تحديد قيمة العاكسية للكواكب والأقمار والأجسام الفضائية من معرفة العديد من خصائصه. يعتمد تحديد العاكسية على طول الموجة وزاوية الإضاءة والاختلاف الزمني. إن أكثر المعلومات التي نحصل عليها لجسم فضائي بعيد جدًا بحيث لا يمكن مراقبته بواسطة التلسكوب تتم بواسطة درجة العاكسية. فعلى سبيل المثال عن طريق تحديد عاكسية جسم ما في النظام الشمسي يمكننا تحديد نسبة الجليد على سطحه الخارجي. كما أن تغير العاكسية مع زاوية الاضاء يعطي فكرة عن الطبقة المغطية للصخور.
يعدّ إنقليدس إحدى أقمار زحل من أكثر الأجسام الفضائية في النظام الشمسي ذات درجة عاكسية عالية تصل إلى 0.99. كما أن إريس ذو درجة عاكسية عالية تصل إلى 0.86.
توجد العديد من الأجسام خارج النظام الشمسي وضمن حزام الكويكبات ذات نسبة عاكسية أقل من 0.05. قيمة العاكسية لنواة المذنب تكون حوالي 0.04.
يوجد نوعان للعاكسية يستخدمان بشكل شائع الأول العاكسية الهندسية (يقيس سطوع الإضاءة من على سطح عندما يكون الشعاع الساقط أتيًا من خلف المشاهد) والنوع الثاني عاكسية بوند (ويقيس مجموع الكلي للطاقة الكهرومغناطيسية المنعكسة).
تعطى قيمة البياض الهندسي A
{\displaystyle A=\left({\frac {1329\times 10^{-H/5}}{D}}\right)^{2}}
حيث D القطر مقدرا بالكيلومتر H القيمة المطلقة المقاسة

## أنواع أخرى من العاكسية
يستخدم عاكسية التبعثر الوحيد لتحديد بعثرة الموجات الكهرومغناطيسية على الجسيمات الصغيرة. ذلك يعتمد على خصائص المادة (الانكسار) ؛ حجم الجسيمات أو الجزيئات، والطول الموجي للإشعاع واردة.

## بعض الأمثلة على العاكسية

### المناطق المدارية
على الرغم من أن العاكسية والحرارة لها تأثير على المناطق الأبرد في الأرض. بسبب تساقط الثلوج إلا أنها ذات قيمة أعلى في المناطق المدارية بسبب كمية الإشعاع شمسي

### العاكسية لمجالات أصغر
البياض يعمل على نطاق أصغر، أيضا. الناس الذين يرتدون ملابس سوداء في الصيف وضعت نفسها في خطر أكبر من الإصابة بضربة شمس من هؤلاء الذين يرتدون ملابس أخف اللون

### الأشجار
بما أن الأشجار تنزع إلى خفض العاكسية، فإن إزالة الغابات من شأنه أن يزيد العاكسية، وبالتالي يمكن أن تنتج محليا المناخ التبريد. رد فعل الغيم يزيد من تعقيد هذه المسألة. موسميا في مناطق تغطيها الثلوج، قيمة العاكسية في فصل الشتاء في المناطق غير المشجرة تزيد بين 10 ٪ إلى 50 ٪ عن المناطق الحرجية القريبة لأن الثلوج لا تغطي أشجار بسهولة. الأشجار المتساقطة الأوراق لها قيمة عاكسية لها تصل بين 0.15 إلى 0.18 بينما الأشجار الصنوبرية تكون قيمتها حوالي 0.09 إلى 0.15 ، والفرق بين المتساقطة والأشجار الصنوبرية لأن الصنوبرية هي أكثر قتامة بوجه عام، وذات شكل مخروطية.

### الثلج
تصل قيمة العاكسية في المناطق المغطاة بالثلوج إلى 0.9، وهذا، هذه القيمة مثالية من أجل ثلوج جديدة العميق فوق أرض خالية. تبلغ قيمة البياض في القارة القطبية الجنوبية بشكل متوسط ما يزيد قليلا على 0.8. إذا غطيت الثلوج مناطق هامشية تميل إلى ارتفاع درجة حرارة المنطقة، ويميل إلى ذوبان الثلوج، وتخفيض البياض، وبالتالي يؤدي إلى مزيد من ذوبان الجليد.

### الغيوم
الغيوم هي مصدر آخر للعاكسية التي تلعب دورا في معادلة الاحترار العالمي. هناك أنواع مختلفة من الغيوم لها قيم مختلفة من العاكسية، تتراوح من الناحية النظرية على الأقل بالقرب من 0 إلى حد أقصى يقترب من 0.8. "في أي يوم من الأيام، فإن ما يقرب من نصف الكرة الأرضية التي تغطيها الغيوم، تعكس من ضوء الشمس أكثر مما تعكسه الأرض والمياه. فالغيوم تبقي الأرض باردة بسبب عكس أشعة الشمس.
العاكسية والمناخ في بعض المناطق التي تعاني من الغيوم الاصطناعية، مثل تلك التي أوجدتها الكونتريلز من حركة المرور الكثيفة طائرة تجارية. دراسة في أعقاب إحراق حقول النفط الكويتية من قبل صدام حسين أظهرت ان درجات الحرارة تحت النيران والنفط المحترق وبقدر ما 10oc ابرد من درجة الحرارة على بعد عدة كيلومترات تحت سماء صافية

### المياه
يعكس المياه الضوء بطريقة مختلفة جدا عن المواد الأرضية الأخرى. تحسب الانعكاسية للمياه السطحية باستخدام معادلات فريسنل.
على الرغم من أن انعكاسية المياه منخفضة جدا من أجل زوايا ورود صغيرة ومتوسطة للضوء، إلا أنه يزيد كثيرًا من أجل زوايا كبيرة للضوء مثل تلك التي تحدث على جوانب الأرض بالقرب من خط الفصل اللأرضي (في الصباح الباكر، وبعد الظهر بالقرب من القطبين). بما أن الضوء الذي ينعكس من المياه عادة لا يصل إلى المشاهد، تعدّ المياه عادة ذات عاكسية متدنية جدا على الرغم من انعكاس العالي عند زوايا الورود الكبيرة للضوء الساقط